# Narathura hilda
Narathura hilda är en fjärilsart som beskrevs av Evans 1957. Narathura hilda ingår i släktet Narathura och familjen juvelvingar. Inga underarter finns listade i Catalogue of Life.